# Rio da Onça
Rio da Onça är ett vattendrag i Brasilien.   Det ligger i delstaten São Paulo, i den sydöstra delen av landet, 600 km söder om huvudstaden Brasília.
Trakten runt Rio da Onça består till största delen av jordbruksmark. Runt Rio da Onça är det ganska glesbefolkat, med 29 invånare per kvadratkilometer.